# Andro Knego
Andrija "Andro" Knego (cirílico:Андрија "Андро" Кнего) (Dubrovnik, 21 de outubro de 1956) é um ex-basquetebolista croata que integrou a seleção iugoslava que conquistou a medalha de ouro disputada nos XXIII Jogos Olímpicos de Verão em 1980 em Moscovo, medalha de prata disputadas no torneio de basquetebol nos XXII Jogos Olímpicos de Verão em 1976 em Munique e medalha de bronze nos XXIII Jogos Olímpicos de Verão em 1984 em Los Angeles.